# Hanskarl von Hasselbach
Hanskarl von Hasselbach, eigentlich Hans Karl von Hasselbach, (* 2. November 1903 in Berlin; † 21. Dezember 1981 in Pullach im Isartal) war ein deutscher Chirurg und Begleitarzt Adolf Hitlers.

## Leben
Hasselbach, Sohn des preußischen Rittmeisters Karl von Hasselbach, beendete seine Schullaufbahn in Hirschberg (Schlesien) 1921 mit dem Abitur. Anschließend absolvierte er ein Studium der Medizin an den Universitäten Breslau, München, Freiburg und Rostock.  Er wurde 1927 approbiert und in Freiburg mit der Dissertation „Über Halsfibrome“ zum Dr. med. promoviert.
Danach wurde er Assistent unter dem Chefarzt Georg Magnus am Krankenhaus Bergmannsheil in Bochum und wechselte nach dessen Berufung an die Charité im November 1933 auch nach Berlin. Neben Hasselbach kam auch der Assistent von Magnus Karl Brandt nach Berlin sowie der Magnus aus Jena bekannte Werner Haase. Brandt wurde 1934 erster chirurgischer Begleitarzt Hitlers und Haase bald darauf Brandts Stellvertreter in dieser Funktion. Nach dem zeitweisen gesundheitsbedingten Ausscheiden Haases von diesem Posten wurde Hasselbach auf Vermittlung Brandts 1936 ein weiterer stellvertretender chirurgischer Begleitarzt Hitlers. Hasselbach trat zum 1. Mai 1933 der NSDAP bei (Mitgliedsnummer 2.794.377), er schloss sich auch der SA an. Von der SA war er 1933/34 zur SS gewechselt (SS-Nummer 264.054). Aufgrund seiner zeitlich umfangreichen ärztlichen Tätigkeit für Hitler und dessen Umfeld konnte er sich daher erst 1938 mit der Schrift „Die Endangitis obliterans“ an der Universität München habilitieren. Von der Lehrtätigkeit an der Charité wurde er freigestellt.
Mit Beginn des Deutsch-Sowjetischen Krieges war sein Dienstort das Führerhauptquartier Wolfsschanze in Ostpreußen. Als SS-Arzt wurde er am 20. April 1943 zum außerordentlichen Professor ernannt und erreichte innerhalb der SS im Juni 1943 den Rang eines SS-Sturmbannführers der Waffen-SS. Im Zuge der Entlassung Brandts als Begleitarzt Hitlers verlor auch Hasselbach im Oktober 1944 seinen Stellvertreterposten. Anschließend war er in einem Feldlazarett an der Westfront eingesetzt.
Nach Kriegsende befand sich Hasselbach in amerikanischer Internierung und wurde als Zeuge während der Nürnberger Prozesse vernommen. Die amerikanischen Behörden stuften ihn als ehrlich und glaubwürdig ein. Nach Entlassung aus der alliierten Internierung leitete er von 1949 bis 1970 als Chefarzt die Chirurgie der Krankenanstalten Sarepta der Von Bodelschwinghschen Anstalten Bethel.